# Solenopsis goeldii
Solenopsis goeldii är en myrart som beskrevs av Auguste-Henri Forel 1912. Solenopsis goeldii ingår i släktet eldmyror, och familjen myror. Inga underarter finns listade i Catalogue of Life.